# Carl's Jr.
Carl's Jr. је амерички ланац ресторана брзе хране чији је власник предузеће CKE Restaurants. Основали су га Карл и Маргарет Кархер 1941. године тако што су почели водити покретни штанд за продају хот-догова.